# Dumbrava stejarului de baltă
Dumbrava stejarului de baltă (în ucraineană Діброва болотного дуба) este o rezervație peisagistică de importanță locală din raionul Odesa, regiunea Odesa (Ucraina), situată lângă satul Troiițke (parcelela 9 a silviculturii „Bileaiivka” din silvicultura de stat „Odesa”), la granița cu Republica Moldova.
Suprafața ariei protejate este de 21 de hectare, fiind creată în anul 1973 prin decizia comitetului executiv regional Odesa. Rezervația a fost creată pentru a proteja plantațiile de stejar de baltă vechi de peste 100 de ani, având și o valoare științifică și ecologică (ca loc de cuibărit pentru păsări). În mare partea dumbrava este constituită din arbori de stejar comun.

## Galerie de imagini

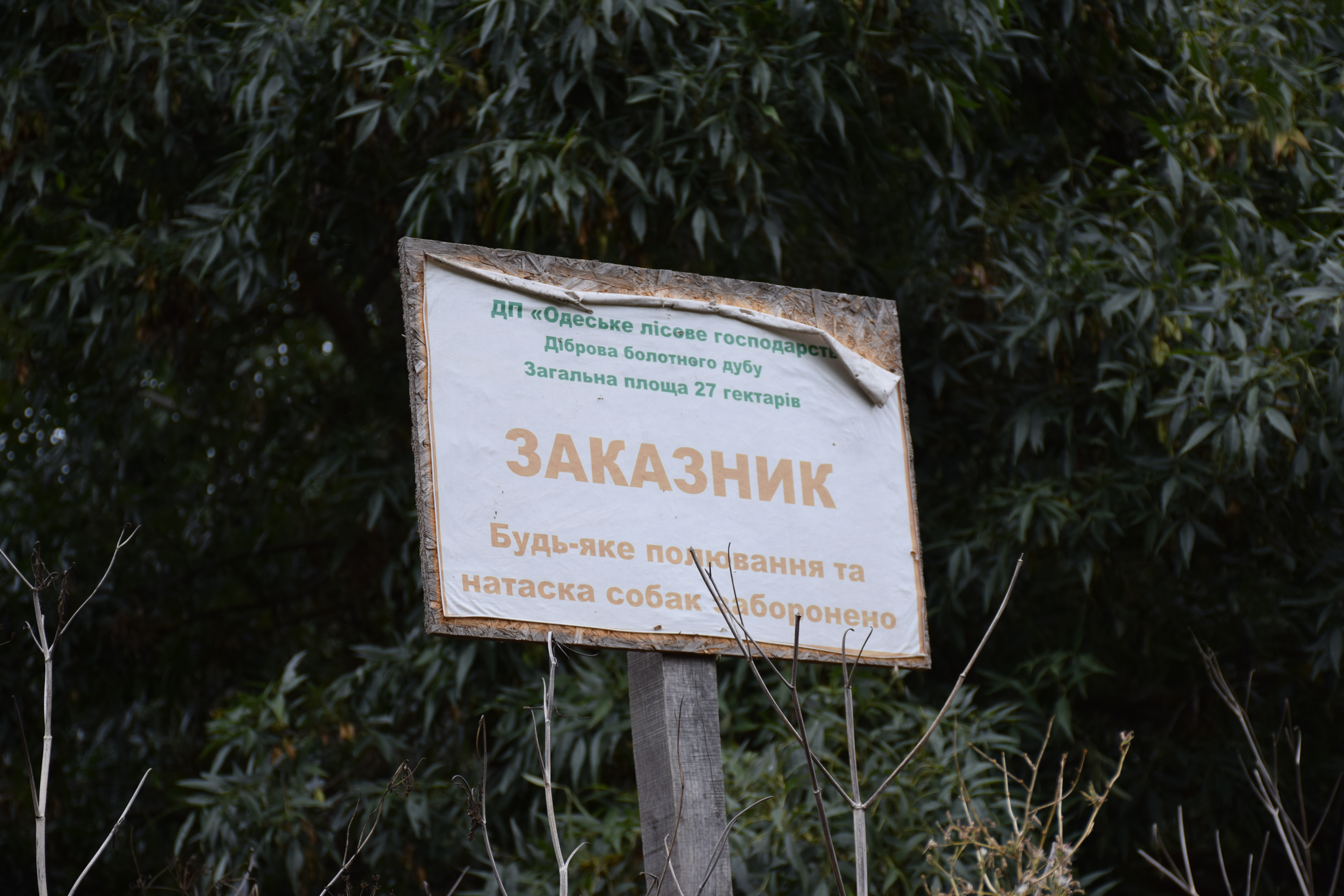
Panou informativ
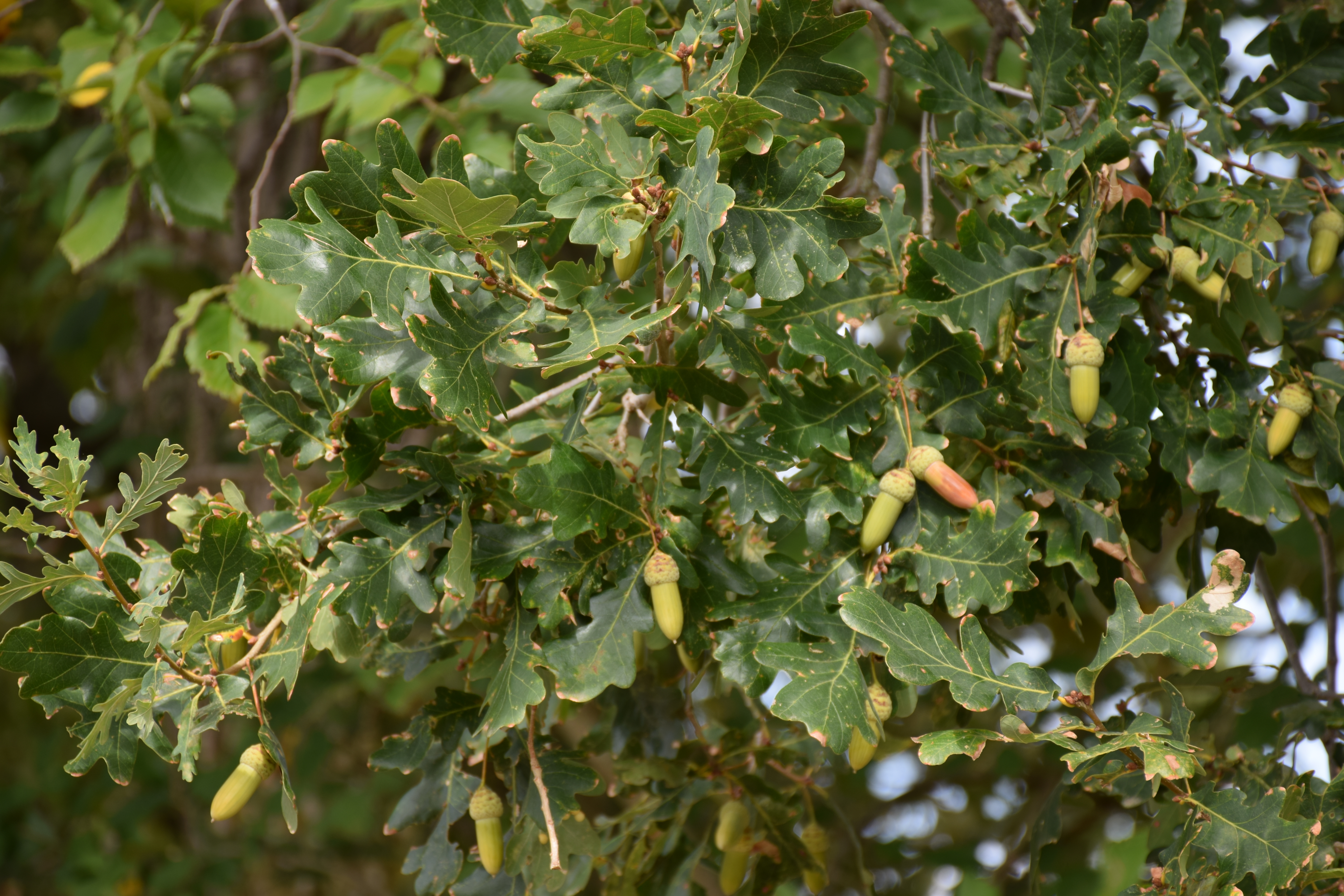
Stejar comun
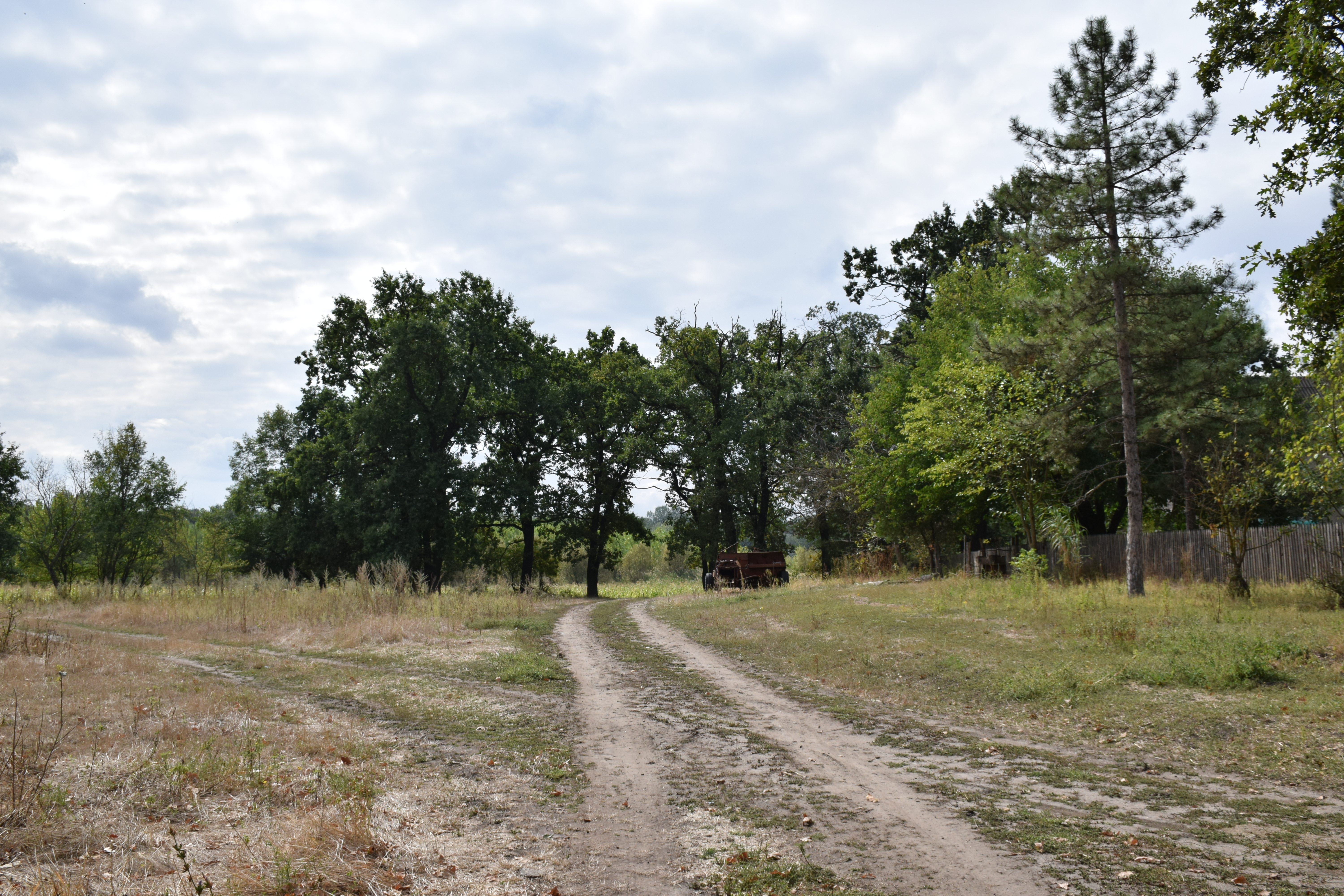
Stejari bătrâni din rezervație.
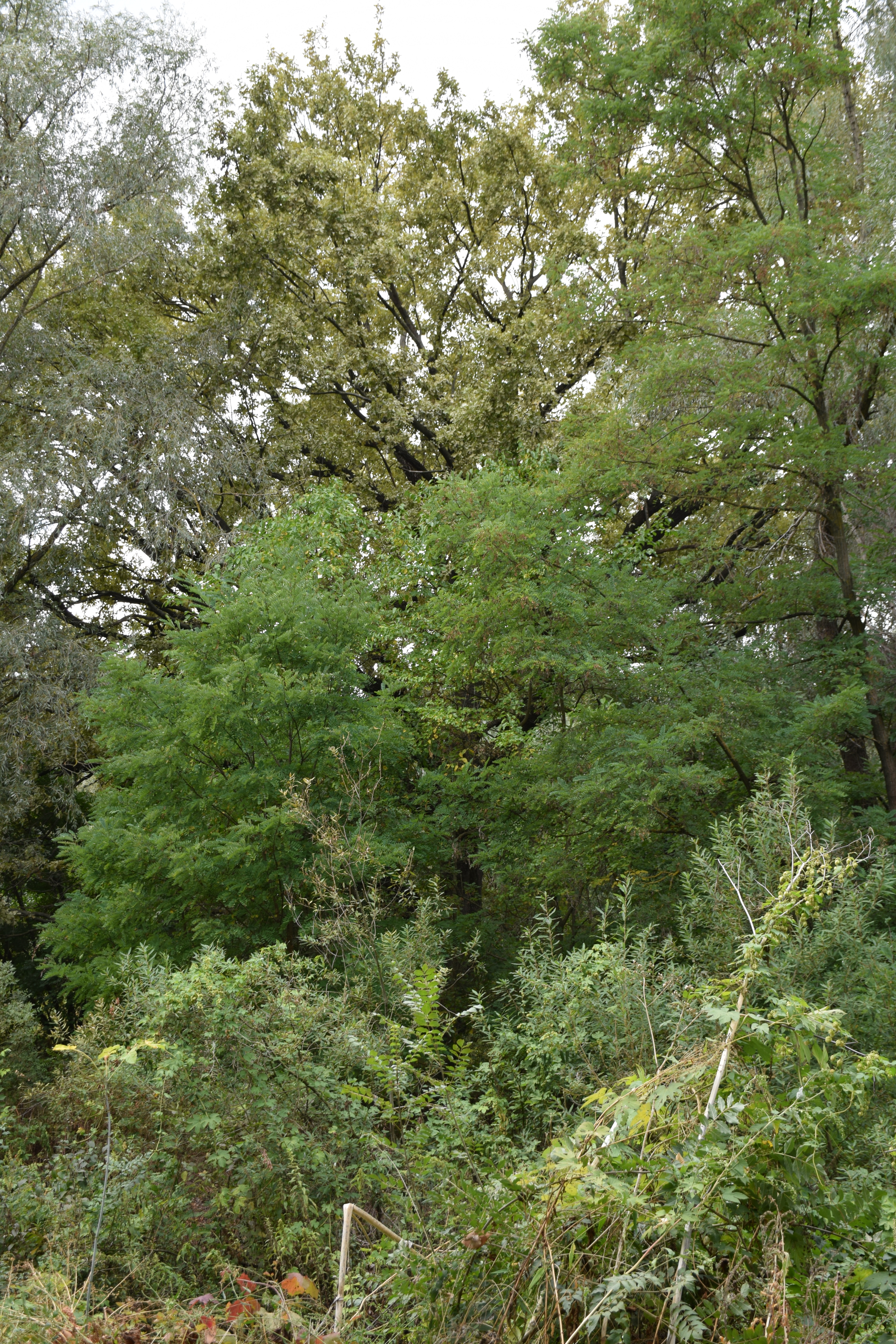
Desiș.
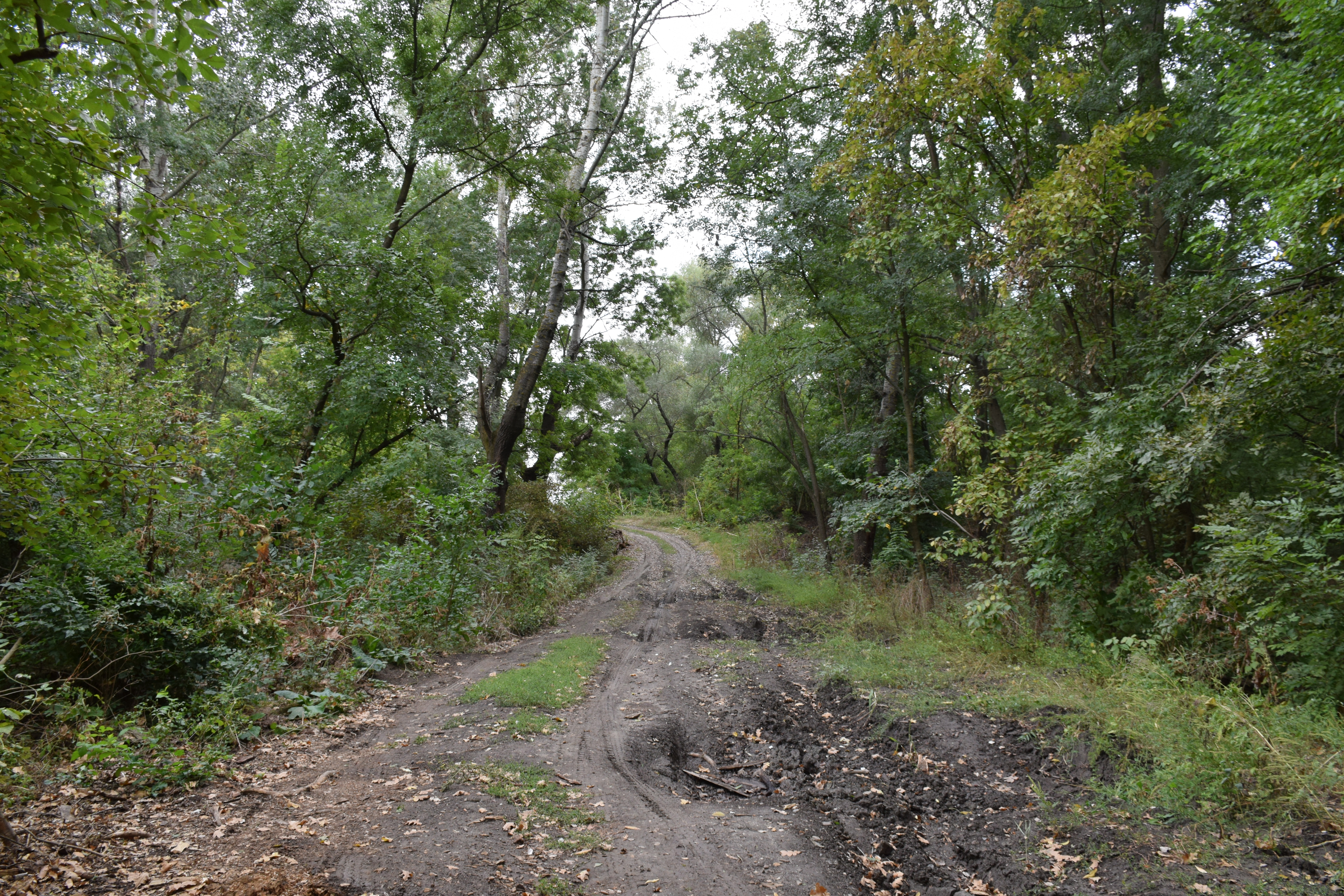
Traseu prin pădure
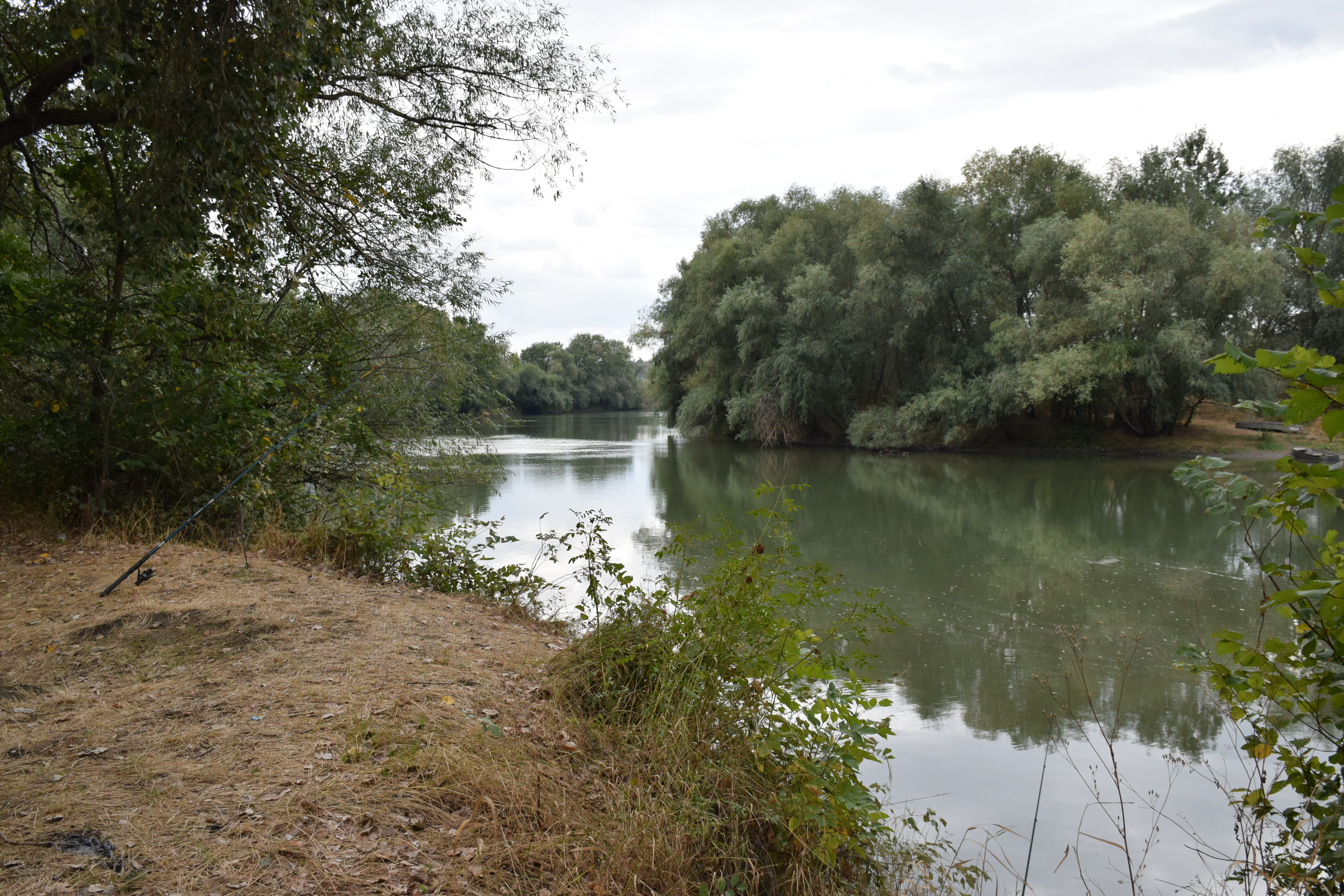
Nistrul în apropierea rezervației
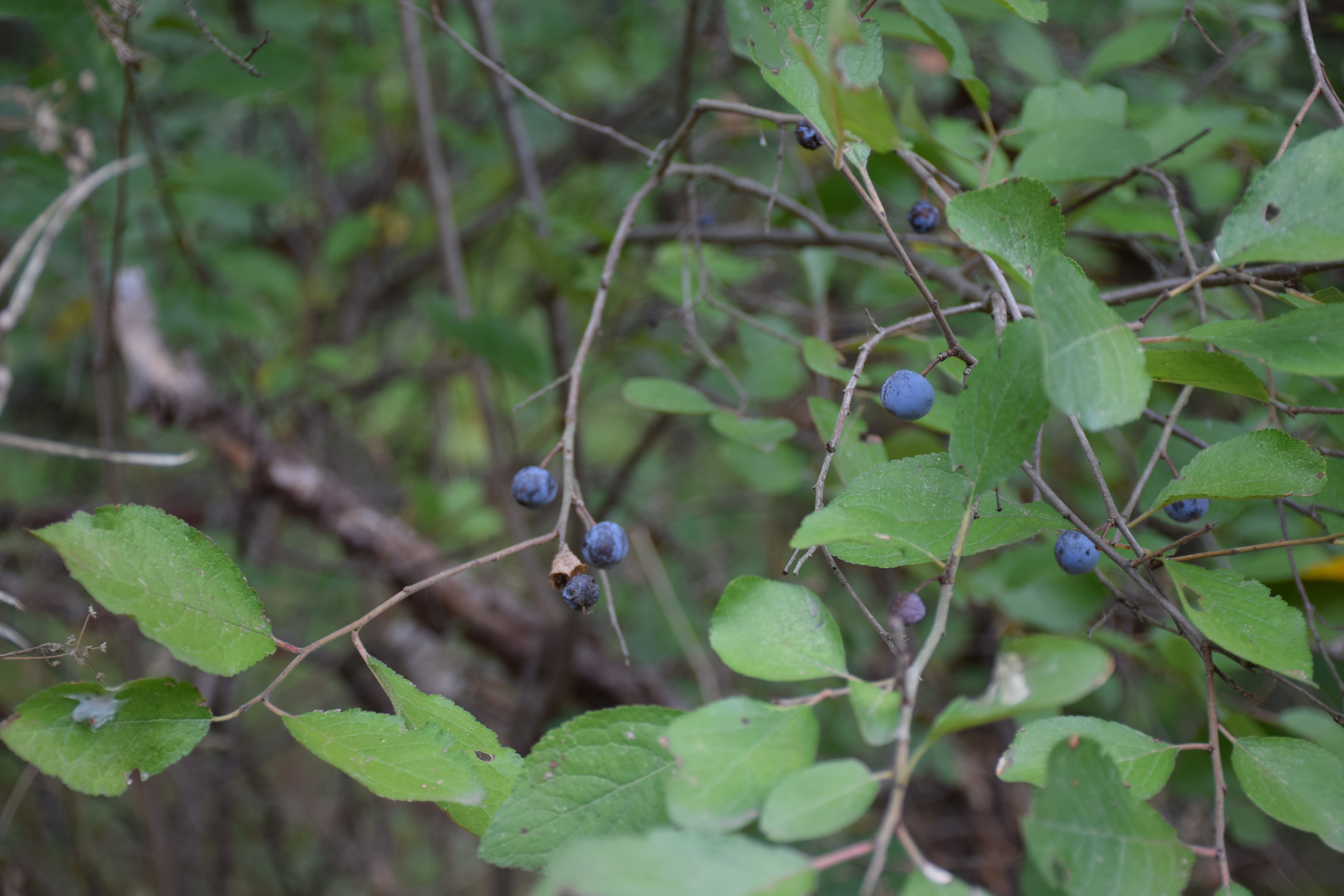
Porumbar din dumbravă.
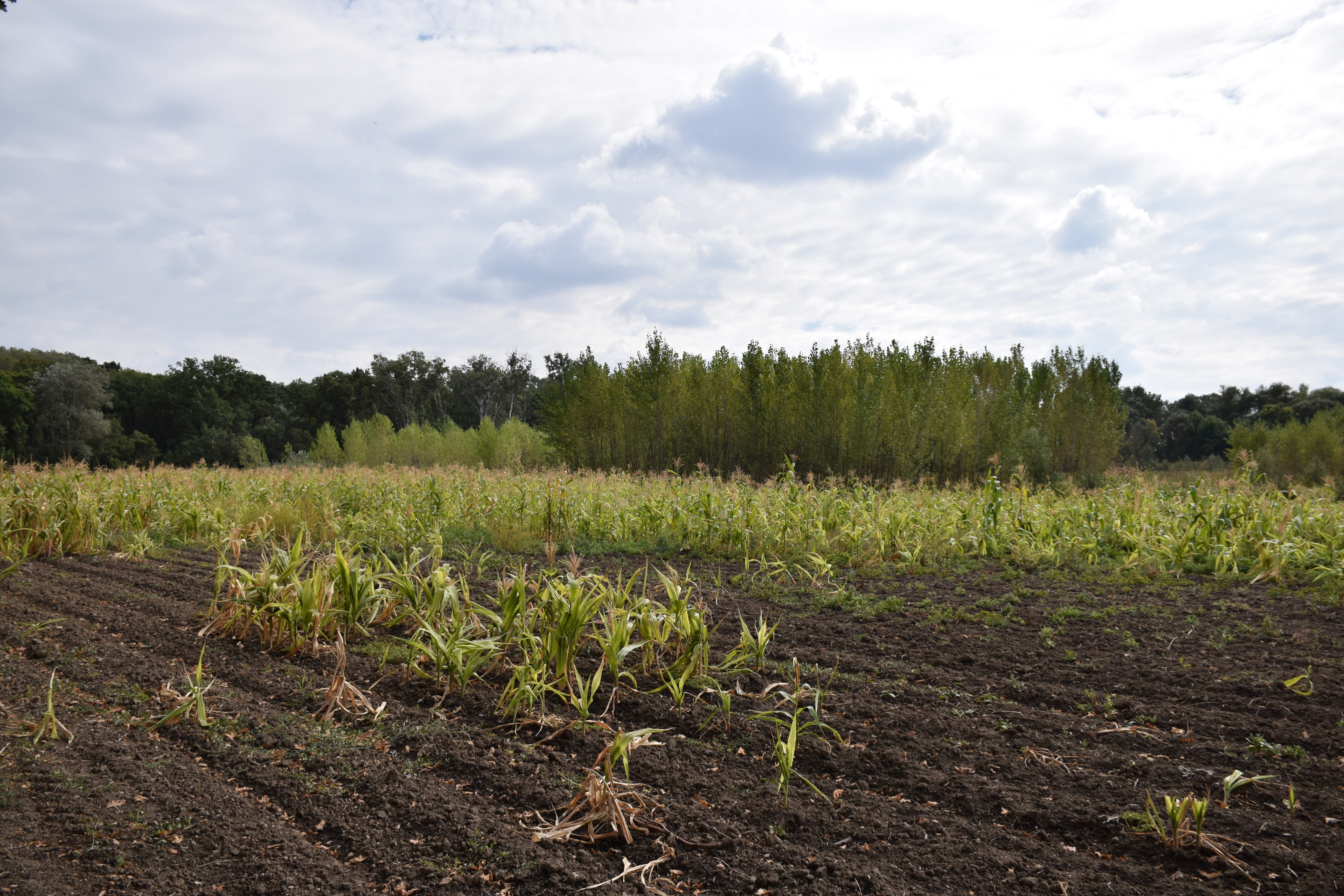
Câmp de porumb și mesteacăn tânăr lângă rezervație
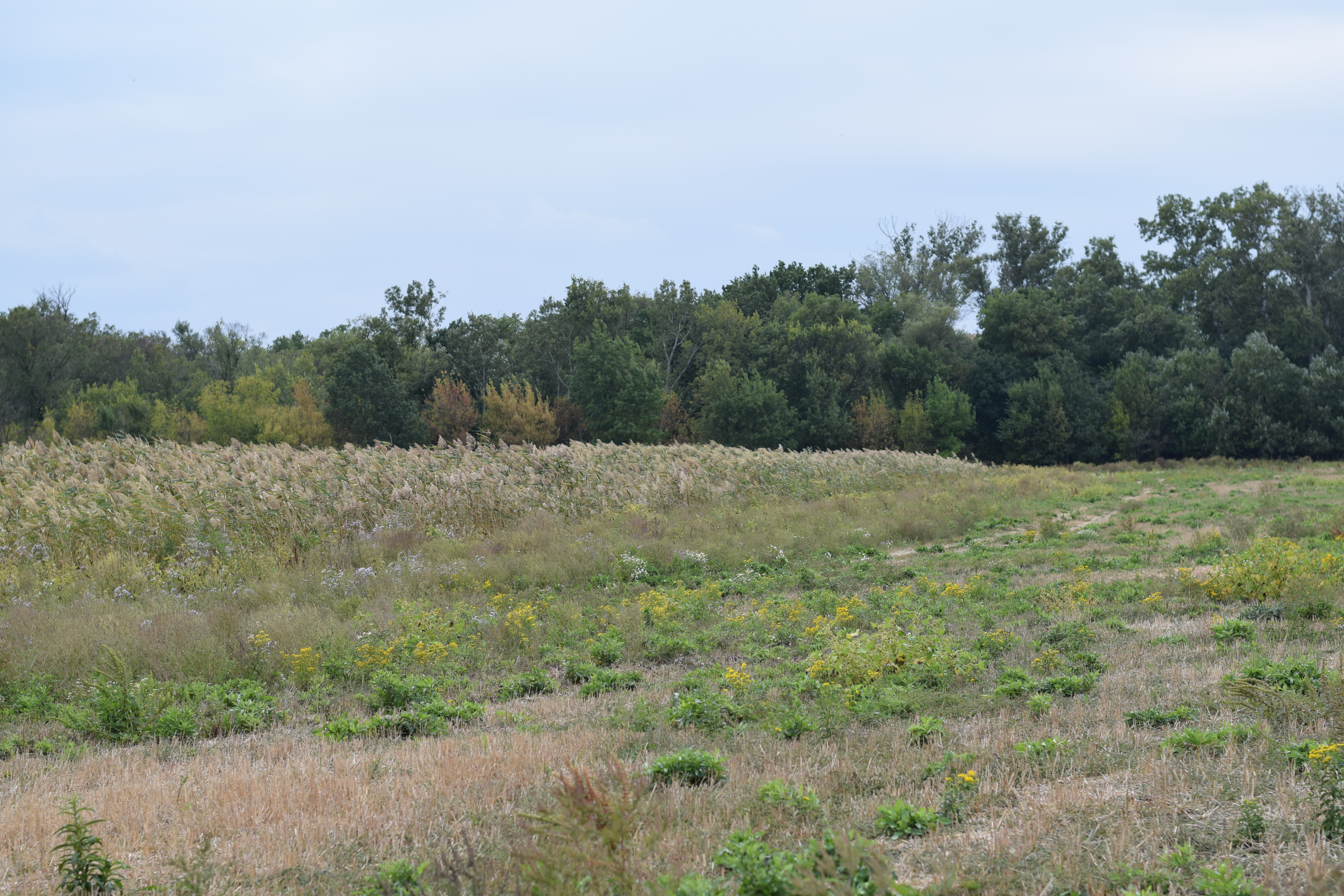
Câmp de lângă rezervație
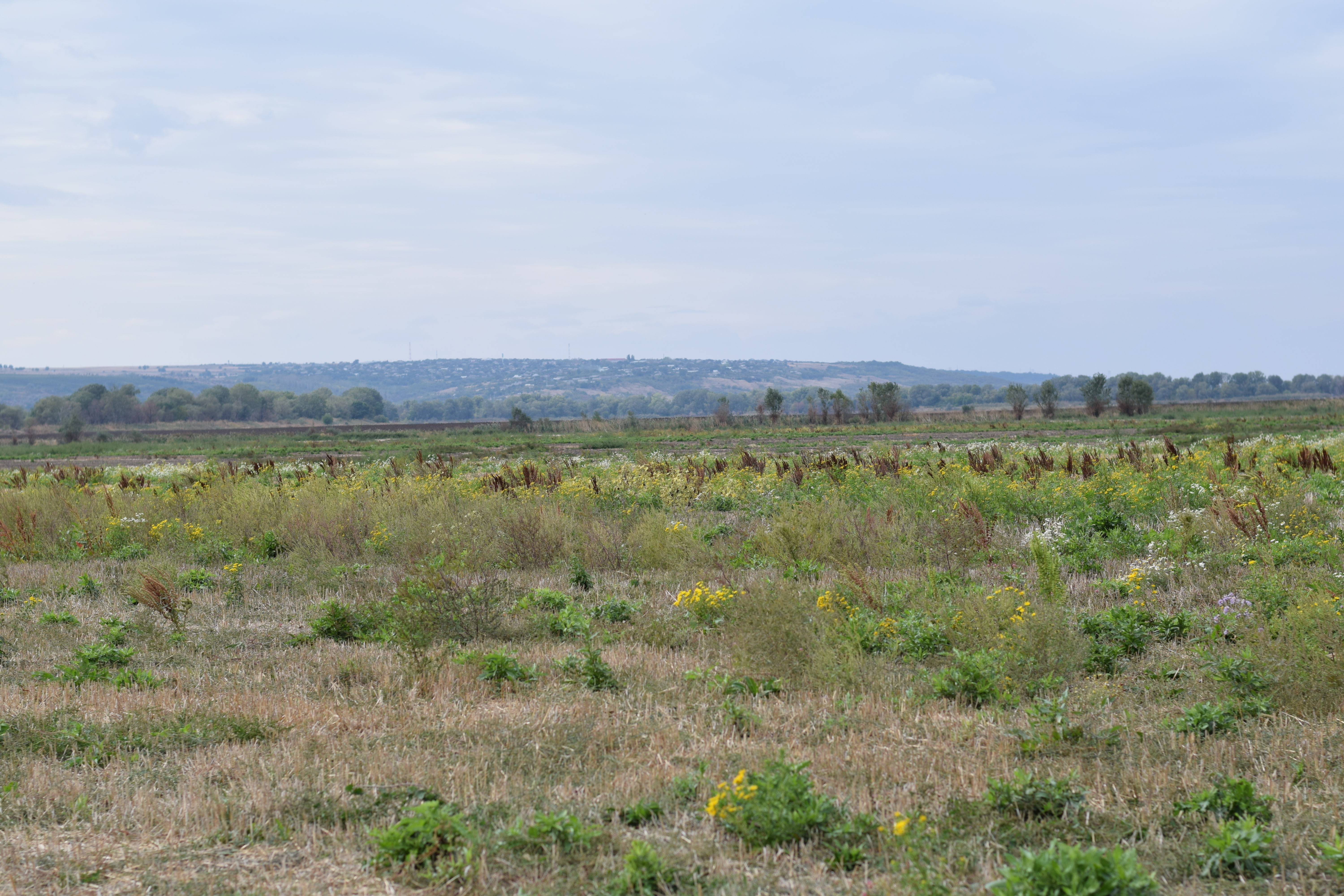
Alt câmp de lângă rezervație